# Paracassidina cervina
Paracassidina cervina är en kräftdjursart som beskrevs av Bruce1994. Paracassidina cervina ingår i släktet Paracassidina och familjen klotkräftor. Inga underarter finns listade i Catalogue of Life.